# Henschel-BBC DE 2500
Die Baureihe DE 2500 von Henschel-BBC bezeichnet eine Kleinserie von drei dieselelektrischen Versuchslokomotiven. Als Baureihe 202 wurden sie bis in die 1980er Jahre bei der Deutschen Bundesbahn probeweise eingesetzt. Ihre Besonderheit sind die Drehstrom-Asynchron-Fahrmotoren, welche durch einen von einem Dieselmotor angetriebenen Drehstromgenerator gespeist werden. Die Lokomotiven sind modular aufgebaut und konnten sowohl auf zweiachsigen als auch auf dreiachsigen Drehgestellen (für Strecken mit geringerer zulässiger Achslast) eingesetzt werden. Alle drei Exemplare sind erhalten geblieben.

## Einsatz
Die drei Maschinen wurden in den 1970er Jahren ausgiebig von der Deutschen Bundesbahn getestet und regelmäßig vom Bw Mannheim eingesetzt. Ihre DB-Bezeichnung lautete Baureihe 202 mit den Betriebsnummern
- 202 002-2 (weißer Anstrich, später bei der NS gelb)
- 202 003-0 (rotoranger Anstrich)
- 202 004-8 (blauer Anstrich)

Die Fahrzeuge erhielten aufgrund der deutlichen Abweichungen vom Farbschema der Deutschen Bundesbahn bei den Eisenbahnern die Spitznamen „Weißer Riese“ (202 002-2, in Anlehnung an ein seinerzeit populäres Waschmittel) bzw. später für die niederländische NS in gelb „Kanarie“ („Kanarienvogel“), „Roter Ochse“ (202 003-0) und „Blauer Bock“ (202 004-8, nach einer Fernsehsendung im deutschen Fernsehen), seltener auch „Blauer Engel“.

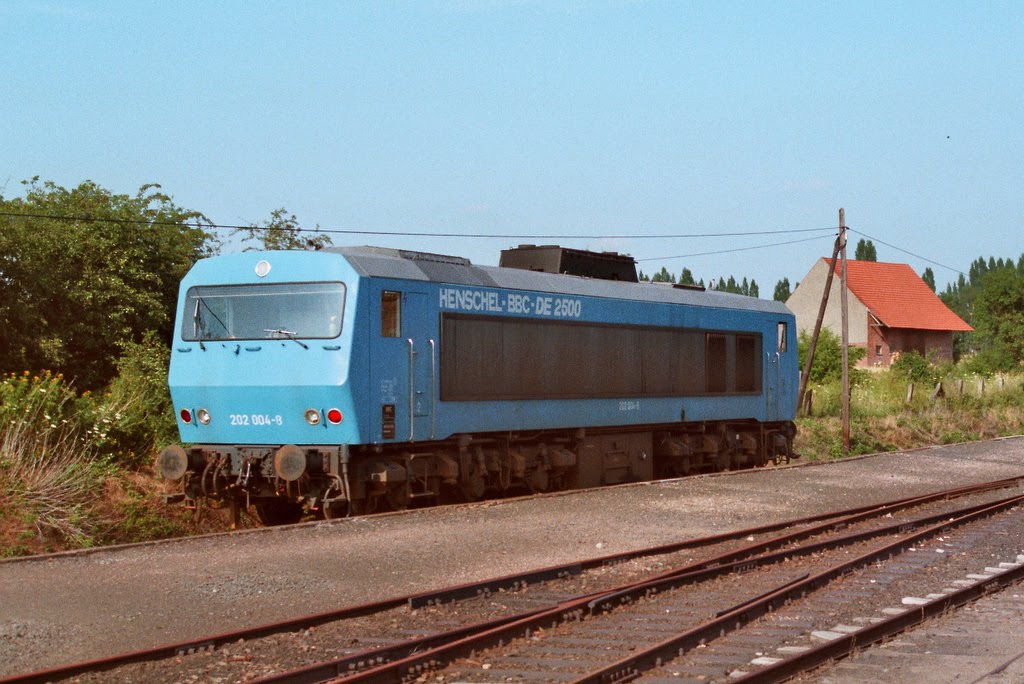
202 004-8 (BBC, 1973/31405) im Mieteinsatz bei der Hersfelder Kreisbahn in Ransbach

Die 202 002-2 wurde 1973 für elektrischen Betrieb umgebaut, indem der Dieselmotor ausgebaut wurde und ein umgebauter Steuerwagen mit Stromversorgung fest mit der Lok gekuppelt wurde. So war sie 1974/75 im Versuchseinsatz bei der DB. Nach Trennung des Fahrzeugs wurde es an Henschel, jetzt als Thyssen Henschel firmierend, zurückgegeben.  1976 wurde sie durch BBC zu einer Elektrolokomotive mit Stromabnehmer für 1500 V Gleichstrom umgebaut, gelb lackiert und unter der Betriebsnummer 1600P von den Niederländischen Eisenbahnen (NS) getestet. Während dieser Versuche war sie nur an einem Radsatz mit einem Fahrmotor ausgerüstet (Achsfolge (1A1) 3’). Weil eine Entscheidung für Lokomotiven dieser Art eine zu lange Lieferzeit bedeutet hätte, wurde eine von der französischen Reihe BB 7200 abgeleitete Lokomotive als Serie 1600/1800 der NS beschafft.
Nach Rückgabe durch die DB wurde mindestens ein Exemplar zeitweise an eine Privatbahn vermietet.

## Versuchsträger „UmAn“

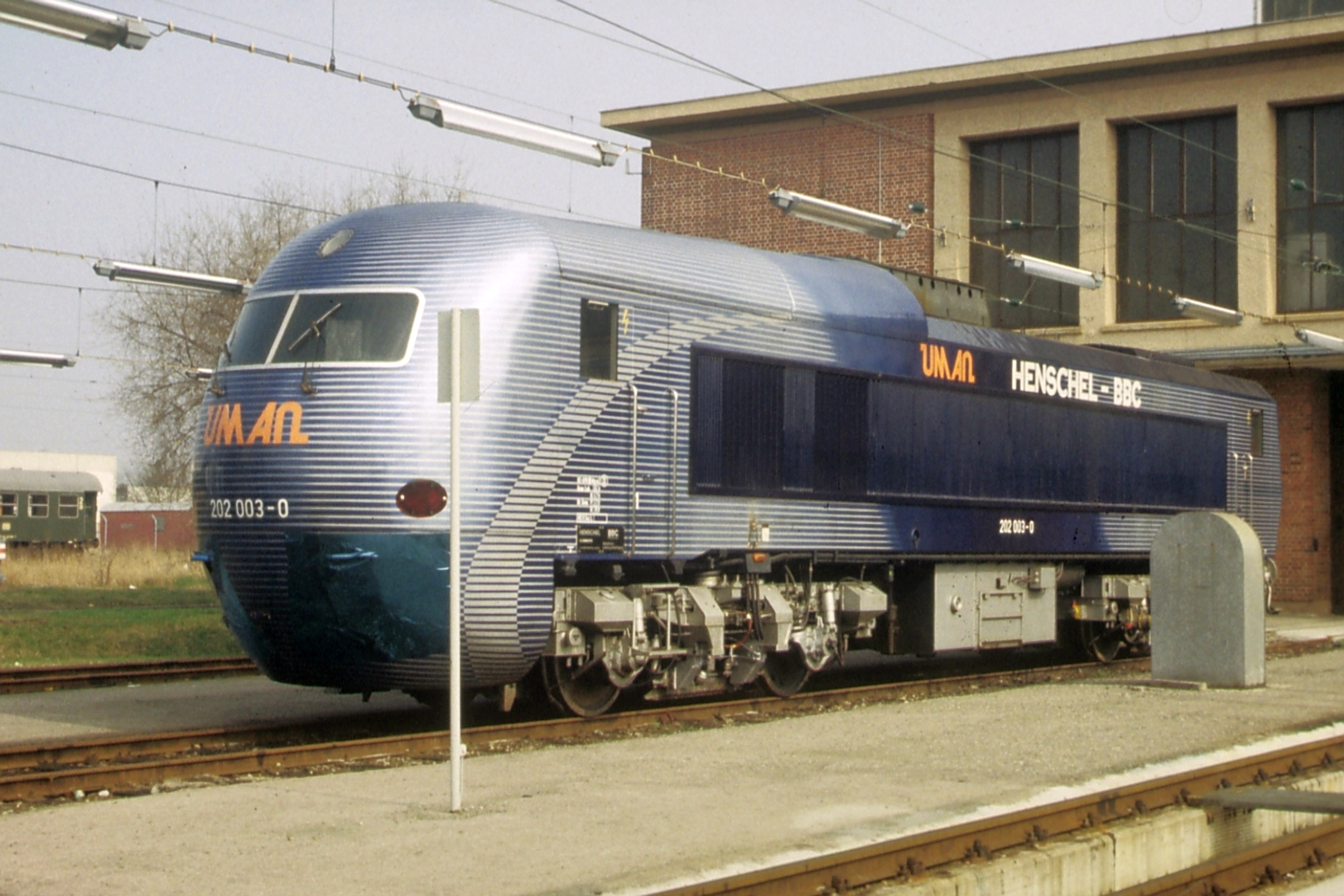
202 003 mit einseitiger Stromlinienverkleidung im AW München-Freimann

Anfang der 1980er Jahre wurden an der 202 003 Hochgeschwindigkeits-Drehgestelle mit umkoppelbarer Antriebsmasse („UmAn“) getestet. Bei ihnen konnten die Fahrmotoren wahlweise am Drehgestellrahmen oder am Hauptrahmen angekoppelt werden, um Erkenntnisse für die Antriebstechnik bei Hochgeschwindigkeit zu gewinnen. Die Lok wurde für Geschwindigkeiten bis 250 km/h zugelassen, die sie bei Versuchsfahrten problemlos erreichte. Dazu wurde die Getriebeübersetzung geändert, zeitweilig erhielt die Lokomotive an einer Seite einen provisorischen stromlinienförmigen Anbau mit Fenstern der Baureihe 103. Bei einem Höchstgeschwindigkeitsversuch auf einem von BBC gebauten Rollenprüfstand in München-Freimann wurden sogar 310 km/h gemessen. Dieses Exemplar steht heute im Deutschen Technikmuseum Berlin.

## Einfluss auf den Lokomotivbau

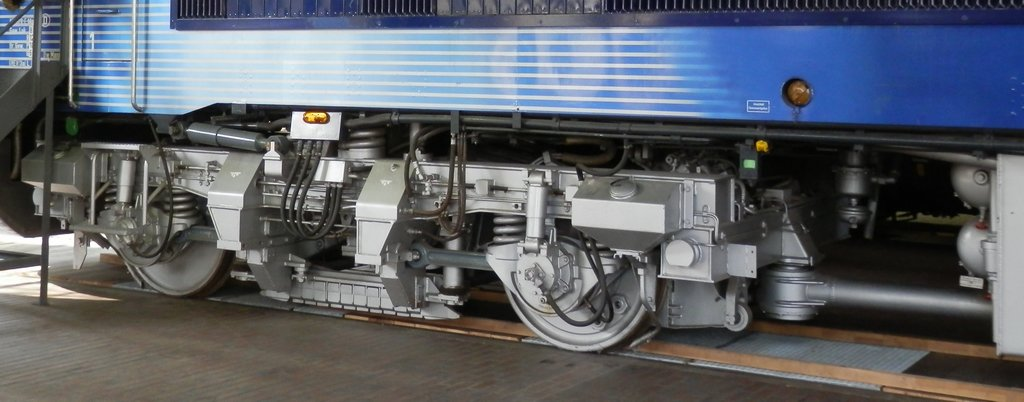
UmAn-Drehgestell mit den Zug-Druck-Stangen zur Anlenkung der Achslager und des Drehgestellrahmens, die beim ICE übernommen wurden

Aus Sicht der Lokomotivindustrie, welche die drei Exemplare auf eigene Kosten gebaut hat, war die DE 2500 vor allem ein Versuchsträger. Ihr technikgeschichtlicher Wert ist sehr hoch einzuschätzen, weil ihre Konstruktionsprinzipien die moderne Lokomotivtechnik weitgehend geprägt haben.
Ein unmittelbarer Weiterbau in Serie schied zwar aus, weil die Deutsche Bundesbahn über eine ausreichende Anzahl von modernen Streckendieselloks verfügte. Allerdings führten die Loks dazu, dass Henschel Aufträge zum Bau der Baureihe Di 4 für die NSB und der Baureihe ME für die DSB gewinnen konnte. Beide Kunden zogen die Verwendung von Motoren des Herstellers EMD vor.
Darüber hinaus flossen Erkenntnisse in die Konstruktion von Drehstrom-Elektrolokomotiven ein, zunächst bei der Baureihe 120. Die Antriebstechnik der UmAn-Lok mit der flexiblen Anlenkung der Achslager und der Drehgestelle durch Zug-Druck-Stangen wurde in der Schnellzuglokomotive der Baureihe 101, sowie den Intercity-Express-Triebzügen InterCityExperimental (Baureihe 410), ICE 1 (Baureihe 401) und ICE 2 (Baureihe 402) übernommen. Moderne Diesellok-Serien (zum Beispiel Herkules und Traxx) verwenden ebenfalls die Drehstrom-Antriebstechnik.

## Verbleib
Alle Lokomotiven sind erhalten geblieben:
- 202 002-2: vor dem ehemaligen Henschel-Werk (heute Alstom) in Kassel im Freien aufgestellt, der Maschinenraum wurde komplett entkernt und zu einem Konferenzraum umgebaut
- 202 003-0: Deutsches Technikmuseum Berlin, mit Stromlinienkopf
- 202 004-8: Technoseum, Mannheim